# Vyšehradská
Vyšehradská je ulice v Praze 2 na Novém Městě, pojmenovaná po Vyšehradě. Je dlouhá přibližně 700 metrů.

## Historie
Ulice vychází od míst, kde říčka Botič pod Vyšehradem vede pod zemí, a podél Emauz směřuje ke Karlovu náměstí. Původně tudy vedla pravěká cesta spojující Vyšehrad s osídlením v místech Starého Města ještě před založením Nového Města.
Takto se nazývá od roku 1869, kdy vznikla spojením dvou částí - severní a jižní. Severní část od Karlova náměstí po Trojickou se původně jmenovala Emauzská nebo V Úvoze, jižní části od Trojické až k Botiči se říkalo Botičská, v 15. století Podvyšehradí a později Špitálská podle městského špitálu svatého Bartoloměje (čp. 427).

## Poloha a dopravní funkce
Ulice začíná (podle číslování domů) na křižovatce s ulicí Svobodova na Výtoni.
- napojení ulice Na Hrobci
- světelná křižovatka s ulicemi Botičská a Plavecká
- světelná křižovatka s ulicemi Benátská, Na slupi a Trojická

Od křižovatky s ulicí Na slupi po Karlovo náměstí po ní vede tramvajová trať.
- jednostranná zastávka MHD Botanická zahrada
- odbočení do ulice Na Hrádku
- křižovatka s ulicí Na Slovanech

Končí v jihozápadním rohu Karlova náměstí.

## Významné body v ulici
- Gymnázium Botičská – Vyšehradská 424/16, Botičská 424/1; roh Botičské a Vyšehradské
- Ministerstvo spravedlnosti České republiky – Vyšehradská 424/16
- Kostel svatého Jana Nepomuckého na Skalce
- Fara u svatého Jana Nepomuckého na Skalce – Vyšehradská 1991/28
- Fara kostela Nejsvětější Trojice – Vyšehradská 430/41
- Pamětní deska Boženy Němcové – Vyšehradská 1378/45
- Emauzský klášter – Vyšehradská 320/49
- Centrum architektury a městského plánování (Praha) – Vyšehradská 2075/51